# Percrocutidae
I percrocutidi (Percrocutidae) sono una famiglia di mammiferi carnivori estinti, vissuti nel Miocene (tra 15 e 6 milioni di anni fa).

## False iene
Per lungo tempo ritenuti una sottofamiglia degli ienidi, i percrocutidi sono attualmente considerati una famiglia distinta, anche se da alcuni paleontologi vengono accorpati nella famiglia degli stenoplesictidi (Stenoplesictidae). Questa confusione riguardante la classificazione è dovuta al fatto che i percrocutidi possedevano un miscuglio di caratteristiche primitive e altre che anticipavano chiaramente le iene vere e proprie. Di certo, però, i percrocutidi appartenevano al sottordine dei feliformi.

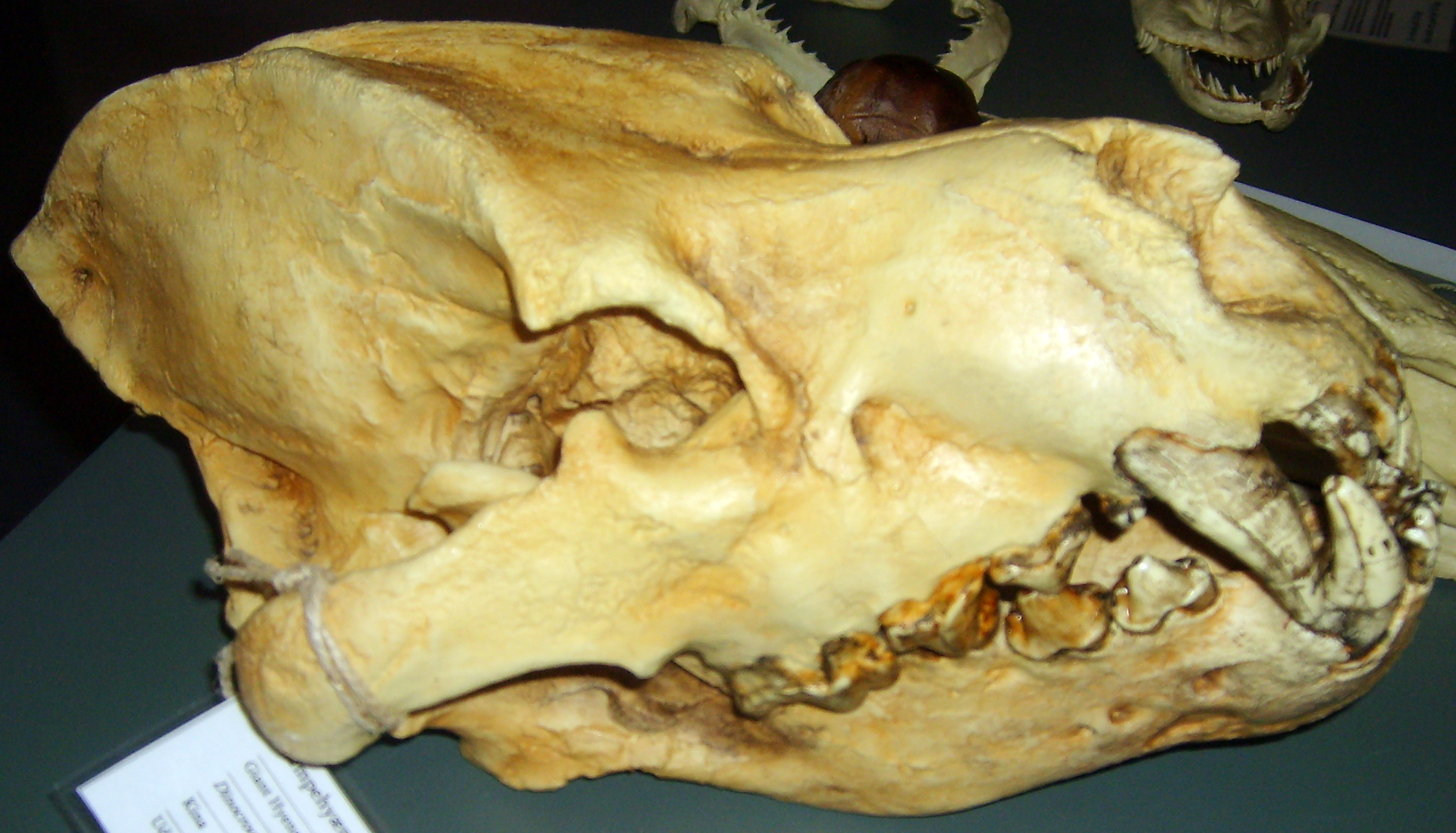
Cranio di Dinocrocuta gigantea

Questi animali svilupparono caratteristiche dentature simili a quelle degli ienidi, e probabilmente occupavano la medesima nicchia ecologica. I primi percrocutidi sono noti in terreni del Miocene medio in Europa e Asia occidentale, e appartengono al genere Percrocuta. Questo animale possedeva già grandi premolari adatti a una dieta a base di carogne, ma un ulteriore sviluppo di questo tipo di dentatura si ebbe con Dinocrocuta del Miocene superiore, che poteva esercitare una maggiore pressione del morso.